# Cinnamomum bejolghota
Espèce
Classification APG III (2009)
Cinnamomum bejolghota est une espèce de plantes à fleurs de la famille des Lauraceae. C'est un arbre originaire d'Asie tropicale : Chine, Bangladesh, Inde, Laos, Birmanie et Viêt Nam.
C'est une espèce relativement peu utilisée par l'Homme, à part, localement, en médecine traditionnelle.

## Synonymes
- Laurus bejolghota Buch.-Ham.
- Laurus obtusifolia Roxb.
- Cinnamomum obtusifolium (Roxb.) Nees